# David Lee (ingénieur du son)
Pour les articles homonymes, voir David Lee et Lee.
David Lee est un ingénieur du son né en 1938 en Écosse et mort le 16 octobre 2008 dans la ville de Panama au Panama,

## Biographie
David Lee commence sa carrière à la BBC. Puis il décide d'émigrer au Canada.

## Filmographie (sélection)
- 1984 : Police Academy de Hugh Wilson
- 1993 : À la recherche de Bobby Fischer (Searching for Bobby Fischer) de Steven Zaillian
- 1996 : Crash de David Cronenberg
- 1998 : Studio 54 (54) de Mark Christopher
- 2000 : X-Men de Bryan Singer
- 2000 : Shanghai Kid (Shanghai Noon) de Tom Dey
- 2002 : Chicago de Rob Marshall
- 2004 : Resident Evil: Apocalypse d'Alexander Witt
- 2005 : Assaut sur le central 13 (Assault on Precinct 13) de Jean-François Richet

## Distinctions

### Récompenses
- Oscars 2003 : Oscar du meilleur mixage de son pour Chicago
- BAFTA 2003 : British Academy Film Award du meilleur son pour Chicago